# 낸시 앤드루스

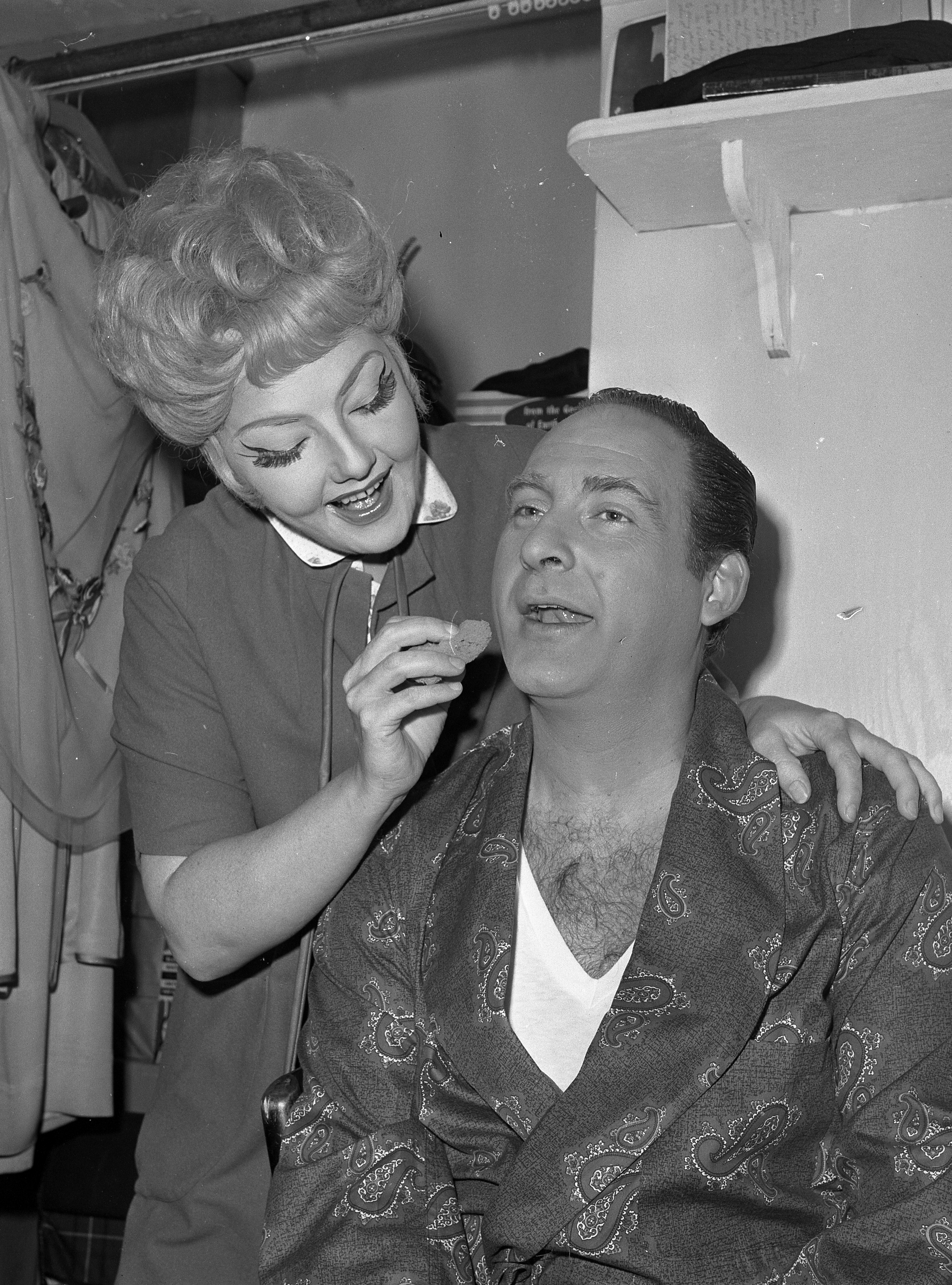

낸시 앤드루스(영어: Nancy Andrews, 1920년 12월 16일 ~ 1989년 7월 29일)는 미국의 배우이다.
미니애폴리스에서 태어났으며 퀸스에서 심근경색으로 사망하였다.

## 영화
- 자글라 (1980년)
- W.W. 앤 딕시 댄스킹 (1975년)
- 워싱턴의 늑대인간 (1973년)